# سیارک ۲۷۱۰۷
سیارک ۲۷۱۰۷ (به انگلیسی: 27107 Michelleabi، نامگذاری:1998VB30)۲۷۱۰۷مین سیارک کشف شده‌است که در ۱۰ نوامبر ۱۹۹۸ کشف شد.